# Leño (embarcación)
Se llamó leño a una embarcación usada en España en la Edad Media. 
Era el leño como la continuación del lembus aunque de mayor porte pues había algunos que tenían hasta cuarenta remos. Jaime I de Aragón armó uno con ochenta. En el tit. 23, part. 2ª de Alfonso X el Sabio está nombrado el leño después de las naos, galeras y fustas.